# Бехтольд, Эрвин
Эрвин Бехтольд (нем. Erwin Bechtold; 12 апреля 1925, Кёльн — 2 сентября 2022, Санта-Эулалия-дель-Рио) — испанский художник германского происхождения.
Некоторое время учился в Кёльне у представителя неопластицизма Фридриха Фордемберге, затем занимался в Париже под руководством Фернана Леже. С середины 1950-х гг. жил и работал в Испании, преимущественно на острове Ивиса. В 1956 году состоялась первая выставка Бехтольда в Барселоне, в 1961 году он впервые принял участие в обзорной выставке новейшего испанского искусства. С 1965 году работал преимущественно в области абстрактной живописи, с 1980-х гг. сочетая её с элементами архитектуры, а также звуком. Персональные выставки Бехтольда проходили во многих городах Испании и Германии, а также в Будапеште, Вашингтоне и др. Среди разнообразных наград, полученных Бехтольдом, — премия Балеарских островов имени Раймонда Луллия (2006).